# Capilla de Cerralbo

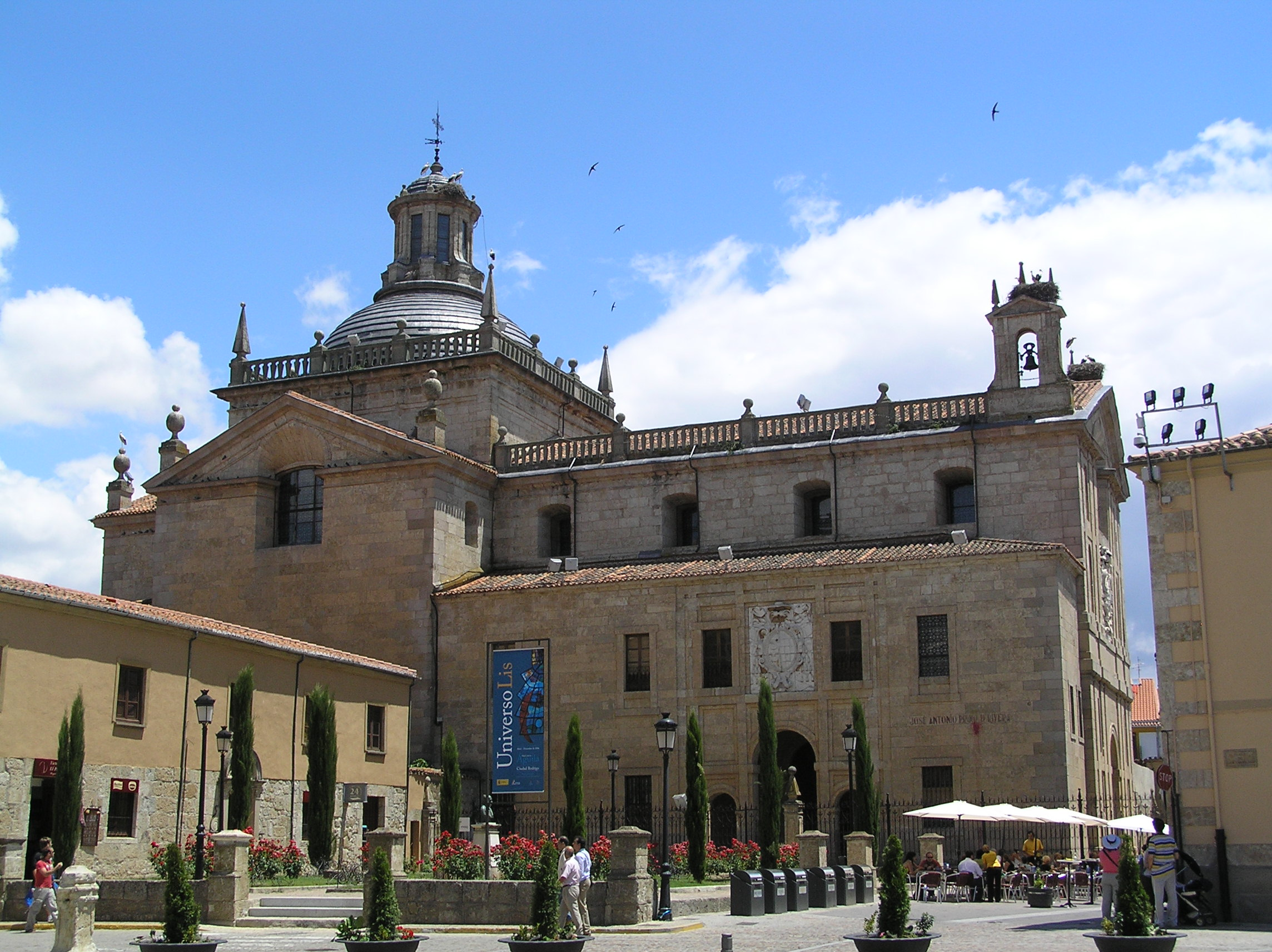
Capilla de Cerralbo desde la Plaza de San Salvador.

La capilla de Cerralbo es un templo de culto católico situado en el municipio español de Ciudad Rodrigo, en la provincia de Salamanca. 

## Historia y descripción
Levantada en el siglo XVI "para hacer sombra a la catedral" como panteón funerario de la familia Pacheco por el cardenal Francisco Pacheco de Toledo, embajador en Roma, virrey de Nápoles y arzobispo de Burgos, como un gran mausoleo, muy cerca de la catedral, tras la negativa del Cabildo catedralicio a conceder el permiso necesario para llevar a cabo su idea original de construir una capilla en la girola de la seo al modo de la Capilla de los Condestables de la Catedral de Burgos, derribando parte de la capilla mayor para ello.  
Se trata de un templo de estilo herreriano, obra del arquitecto Juan de Valencia y el maestro de obras y cantero Juan Ribero de Rada, aunque existen muchas dudas sobre quiénes intervinieron en su diseño y construcción y los años que transcurrieron desde el comienzo de su construcción hasta su consagración en 1685. Las obras comenzaron en 1585, con cantería procedente de Fuenteguinaldo.
De planta de cruz latina, con cúpula y linterna en el crucero, presenta una curiosa orientación de la nave principal en el eje norte-sur, contrario a la orientación canónica en los templos cristianos. En el interior, la nave se divide en cuatro tramos, el oeste con pórtico y tribuna hacia el presbiterio, con capillas a ambos lados, una de las cuales acoge el mausoleo de los marqueses de Cerralbo con la estatua orante del último Marqués y el frontal de altar de la capilla del lado del evangelio, obras del escultor Mariano Benlliure.
Durante la Guerra de la Independencia, en siglo XIX, fue utilizada como polvorín del ejército francés, estallando en 1818 y sufriendo graves desperfectos. La linterna de la cúpula tuvo que ser íntegramente reconstruida en 1889 como consecuencia de ello.
Iglesia parroquial de "El Sagrario de la Catedral" desde finales del siglo XIX, cuando la familia la cedió a la Diócesis. Varias pérdidas artísticas se produjeron en esa donación, aunque aún alberga piezas importantes, como el retablo, en madera de nogal, obra del ensamblador mirobrigense Alonso de Balbás, con un extraordinario tabernáculo, o el óleo de La Inmaculada del sevillano Domingo Martínez.